# Xylomedes laticornis
Xylomedes laticornis är en skalbaggsart som först beskrevs av Pierre Lesne 1895.  Xylomedes laticornis ingår i släktet Xylomedes och familjen kapuschongbaggar. Inga underarter finns listade i Catalogue of Life.